# باغ موری
باغ موری روستایی از توابع بخش مرکزی شهرستان ازنا در استان لرستان ایران است.

## جمعیت
این روستا در دهستان پاچه لک غربی در کنار جاده ی اصلی اراک _ازنا_درود و در فاصله ۵٠٠ متری شهرستان ازنا قرار دارد و بر اساس سرشماری مرکز آمار ایران در سال ۱۳۸۵، جمعیت آن ۷۲۴ نفر (۱۶۷ خانوار) بوده‌است.